# Vita quotidiana (raccolta)
Vita quotidiana è una raccolta di Fabio Concato, pubblicata nel 1992 dalla Philips.

## Descrizione
Ha la particolarità di raccogliere brani di inizio carriera, sia editi sia mai pubblicati fino a quel momento, bonus track e collaborazioni esterne alla sua discografia.
Roba da gatti e La nave dell'amore sono bonus track di Giannutri, disponibili solo nella versione CD dell'album del 1990.
Radici di terra, Chiama piano e Le storie di una storia sola sono recenti collaborazioni esterne con Franco Mussida, Pierangelo Bertoli e Toquinho.
Ai fil romentik è una cover di Ricky Gianco, già utilizzata nel film Liquirizia di Salvatore Samperi.
La reazione è uno scarto del primo LP Storie di sempre, di cui compaiono qui quattro canzoni.

## Tracce
Roba da gatti
La nave dell'amore
Radici di terra
Chiama piano
Le storie di una storia sola
La Nina
Poterti avere qui
La reazione
Fammi imparare
Ai fil romentik
Anche per te